# 百脑汇
百脑汇（英語：BUYNOW）是台湾藍天電腦在中國大陆投资的IT商场品牌，主要業務為電腦銷售與維修服務，于1998年成立。總部位於上海靜安區黃山路258號。鼎盛時期在中國大陸幾十個城市均開設有商場。

## 争议
百脑汇虽在北京有“西有中关村，东有百脑汇”之稱，但是却频繁出现侵害消费者权益的事件，仅北京朝阳门外大街百脑汇市场2016年就有43件投诉，2017年也有40余件投诉。除此之外，百脑汇自2010年之后受电商冲击，业绩低迷。其在北京朝阳门外大街66号的店面已经于2019年6月正式停业，在哈尔滨的百脑汇商场也于2018年3月1日停业。